# 十七岁初体验
《十七岁初体验》（英語：All I Want）是美国和加拿大合拍的爱情片，2002年9月10日在多伦多国际电影节上映，2003年1月12日在棕榈泉国际电影节上映。

## 剧情
17岁的琼斯·狄龙考入了大学，室友的不良形象和苛刻条件让他反感不已，于是他搬出了寝室，独自一个人在外面租房，不过他的生活很快就变得错综复杂，他住在2B，他的邻居2A叫“莉莎”，是一个戏剧演员，2C叫“简”，是一个摄影师，一楼住着一个男士叫“史蒂夫”，他的母亲叫布兰奇，而他的父亲，却是他拿着打字机在幻想中经常写信的对象，不过，一场车祸改变了这突如其来的一切，母亲布兰奇告诉他：“你留不住一些人，他们走入你的生命，就注定要离开，你可以紧抱他们，但最多只能让他们多留一会儿。”狄龙在车祸之后真正长大了，知道自己想要的是什么东西。

## 演员
| 演员             | 角色      | 备注                                                 |
| ---------------- | --------- | ---------------------------------------------------- |
| 伊莱贾·伍德      | 琼斯·狄龙 | 17岁的大学生，住在2B号房间，单亲家庭，母亲叫布兰奇。 |
| 法兰卡·波坦特    | 简        | 狄龙的邻居，住在2C号房，摄影师。                     |
| 曼迪·穆尔        | 莉莎      | 狄龙的邻居，住在2A号房，戏剧演员。                   |
| 伊丽莎白·帕金斯  | 布兰奇    | 狄龙的母亲。                                         |
| 狄波拉·哈利      | 玛        | 家具店老板。                                         |
| 克里斯·威廉·马丁 | 史蒂夫    | 狄龙的邻居，住在一楼。                               |